# Мова опису інтерфейсів
Мо́ва опису інтерфе́йсів (англ. Interface Description Language, або англ. Interface Definition Language, скорочено IDL) — мова специфікацій, яка використовується для описання інтерфейсів програмних компонентів (англ. API). Мови описання інтерфейсів описують інтерфейс нейтрально по відношенню до різних мов програмування, що дає можливість взаємодії між програмними компонентами, які написано на різних мовах програмування — наприклад, між компонентами написаними на мові програмування C++ та на Java.
Мови описання інтерфейсів, як правило, використовуються в технології виклику віддалених процедур. В цьому випадку, машини на різних кінцях лінії зв'язку можуть мати різні операційні системи, або бути написаними на різних мовах програмування. Мови описання інтерфейсів виступають як міст між ними.
До програмних систем, які базуються на мовах описання інтерфейсів, належать: ONC RPC від Sun, Середовище розподілених обчислень від Open Group, COM від Microsoft, System Object Model від IBM, XPCOM від Mozilla, CORBA від Object Management Group, та SOAP для вебслужб.
Відомі мови опису інтерфейсів:
- XML-RPC, попередник SOAP
- SOAP IDL від W3C
- WDDX
- Частина як COM так і CORBA
- Open Service Interface Definitions
- Platform-Independent Component Modeling Language
- Protocol Buffers